# Juillet 1961
Cette page présente les faits marquants du mois de juillet 1961.

## Événements
- Une nouvelle constitution était proposée par référendum aux 80 000 électeurs sud-rhodésiens. Boycotté par les 4 000 électeurs africains à l’appel de Nkomo, elle fut approuvée par les électeurs blancs, satisfaits de voir le Royaume-Uni renoncer à ses pouvoirs réservés qui l’autorisait à intervenir pour défendre les intérêts africains.
- Maurice Papon reçoit des mains de Charles de Gaulle la croix de commandeur de la Légion d'honneur.
- Mise en service du Mirage III qui permit à la France d'être le premier État européen à posséder des avions de chasse pouvant dépasser Mach 2.
- Début de l'affaire Profumo au Royaume-Uni.

- 1er juillet[1] : la Grande-Bretagne aide le Koweït face à une menace d’invasion des Irakiens[2].

- 2 juillet : 
  - suicide d'Ernest Hemingway, écrivain américain (° 1899).
  - Formule 1 : Grand Prix automobile de France.

- 5 juillet : 
  - Sanglants affrontements dans la région de Constantine et d’Alger à l’occasion de la journée nationale organisée par le FLN.
  - Lancement de la première fusée spatiale israélienne.

- 11 juillet : les généraux français Salan, Jouhaud et Gardy sont condamnés à mort par contumace par le Haut Tribunal militaire.

- 12 juillet : de Gaulle se prononce pour un État algérien mais aussi pour une partition du territoire afin de pouvoir regrouper les pieds-noirs.

- 14 juillet, Rome : le pape Jean XXIII marque une volonté d’ouverture très nette en accueillant le président du Conseil des ministres italien Amintore Fanfani au Vatican et publiant l’encyclique Mater et magistra (15 mai) qui condamne le libéralisme et les inégalités sociales, par conséquent la politique de droite menée par la Démocratie chrétienne. Concrètement, le pape invite l’Action catholique à abandonner la politique.

- 15 juillet (Formule 1) : Grand Prix de Grande-Bretagne.

- 19 juillet : discours de John Fitzgerald Kennedy sur le statut de Berlin[3].

- 19 - 22 juillet, Tunisie : crise de Bizerte. Revendiquant la base de Bizerte, le président Bourguiba poste ses troupes autour des installations françaises : un affrontement sanglant s’ensuit. La Tunisie rompt les relations diplomatiques avec la France et saisit le Conseil de sécurité des Nations unies.

- 21 : Gus Grissom devient le deuxième astronaute américain à réaliser un vol orbital sur Mercury 4.

- 29 juillet : Wallis-et-Futuna devient un territoire d'outre-mer français.

- 31 juillet : L'une des toutes premières tentatives de détournement d'avion au sol aux États-Unis a eu lieu à bord d'un Douglas DC-3 du vol 327 de Pacific Air Lines à l'aéroport de Chico (Californie). Le pilote et un agent de billetterie ont tous deux été grièvement blessé, le premier étant devenu aveugle[4] ; l'agresseur a ensuite été maîtrisé par le copilote et les passagers alors que l'appareil est resté au sol[5].

## Naissances
- 1er juillet : 
  - Carl Lewis, athlète américain.
  - Diana, Princesse de Galles († 1997).
  - Kalpana Chawla, astronaute indienne († 1er février 2003).
- 2 juillet : Samy Naceri, acteur et producteur français.
- 5 juillet : Marcello Landi, philosophe et théologien catholique italien.
- 7 juillet : Eric Jerome Dickey, écrivain américain († 3 janvier 2021).
- 8 juillet : 
  - Andrew Fletcher, musicien britannique et membre du groupe Depeche Mode († 26 mai 2022).
  - Valérie Benguigui, actrice française († 2 septembre 2013).
  - Toby Keith, Compositeur-interprète américain († 5 février 2024).
- 15 juillet : Forest Whitaker acteur, réalisateur et producteur américain.
- 17 juillet : António Costa, homme politique portugais et ancien Premier ministre.
- 18 juillet : Walid Daqqa, prisonnier, écrivain et activiste palestinien citoyen d'Israël († 7 avril 2024).
- 19 juillet : 
  - Hideo Nakata, réalisateur japonais.
  - Peter Obi, homme politique nigérian.
- 21 juillet : François Zahoui, Footballeur international ivoirien.
- 22 juillet : 
  - Xhevat Bislimi, homme politique kosovar.
  - Porphyre, 46e patriarche de l'Église orthodoxe serbe.
- 23 juillet : Martin L.  Gore, chanteur, auteur-compositeur et membre du groupe Depeche Mode.
- 25 juillet : Katherine Kelly Lang, actrice américaine.
- 27 juillet : 
  - Daniel C. Burbank, astronaute américain.
  - Laurent Bignolas, journaliste et animateur de télévision français.
- 28 juillet : Scott E. Parazynski, astronaute américain.
- 30 juillet : 
  - Laurence Fishburne, acteur américain.
  - Achdé, scénariste et dessinateur de BD.
- 31 juillet :
  - Lisa Federle , médecin allemande et une urgentiste.

## Décès
- 1er juillet : Louis-Ferdinand Céline, écrivain français (° 1894).
- 2 juillet : Ernest Hemingway, écrivain américain (° 1899).
- 12 juillet : Mazo de la Roche, auteure.
- 11 juillet : Paul Tschoffen, homme politique belge (° 8 mai 1878).
- 13 juillet : Victor Moriamé, poète français.
- 15 juillet : John Edward Brownlee, premier ministre de l'Alberta.
- 25 juillet : Emilio de la Forest de Divonne, aristocrate italien, président de la Juventus de 1936 à 1941. (° 7 septembre 1899).
- 30 juillet : Domenico Tardini, cardinal italien, secrétaire d'État du Vatican (° 29 février 1888).
- 31 juillet : Paul Deman, coureur cycliste belge (° 25 avril 1889).